# السلفادور في الألعاب الأولمبية الصيفية 2016

علم السلفادور.

السلفادور شاركت للمنافسة في دورة الألعاب الأولمبية الصيفية 2016 في ريو دي جانيرو، البرازيل، من 05-21 أغسطس 2016. وكان هذا الظهور الحادي عشر للبلاد في دورة الألعاب الاولمبية الصيفية، على الرغم من أنها قد شاركت لأول مرة في عام 1968.